# Eyepet
EyePet är ett simulationsspel för Playstation 3 och Playstation Portable, utvecklat av London Studio och utgivet 2009 av Sony Computer Entertainment. Spelet stödjer 3D och Playstation Move.

## Gameplay
Med hjälp av förstärkt verklighet kan spelaren styra ett virtuellt djur som tycks vara medvetet om sin omgivning och kan reagera på den. Spelaren kan placera föremål framför djuret och spelet kommer att tolka vad föremålet är för något. Exempelvis om spelaren rullar en boll mot djuret kommer det att skutta undan från bollen för att undvika att bli skadat. Djuret kan dessutom reagera på spelarens motiv och ljud, vilket låter spelaren, exempelvis, kittla djuret eller klappa på händerna för att skrämma det. Spelaren kan också mata djuret med kakor och djurfoder.